# Not Falling
Not Falling (с англ. — «Не падая») — сингл американской ню-метал группы Mudvayne, с их второго альбома The End of All Things to Come. Песня была саундтреком к фильму Корабль Призрак. Один из самых успешных синглов группы.

## Значение песни
В песне поется о том, что нужно быть сильным и не сдаваться. Песня в начале и конце более тяжелее, чем средняя-мелодичная часть.

## Клипы
На песню снято три клипа. Два официальных (Они же, Alien и Ice) и один неофициальный. В Первом официальном клипе, имеющий название «Alien», группа снимается в лаборатории, где к концу клипа вся группа превращается в непонятных существ с большими черными глазами. Во втором официальном клипе «Ice», группа уже в заснеженном поле, по которому ходит девочка с синими губами, одетая в накидку с длинным шлейфом. В конце клипа группа стоит на треугольнике (Тот, что с обложки The End of All Things to Come), где к Чеду Грею подходит девочка с синей сферой, и отдает эту сферу Чеду.
Неофициальный третий клип есть на DVD фильма Корабль Призрак. Клип состоит из отрезков фильма.

## Трек Лист
Промо сингл
| №  | Название                      | Длительность |
| -- | ----------------------------- | ------------ |
| 1. | «Not Falling» (album version) | 4:04         |
| 2. | «Not Falling» (radio edit)    | 3:56         |

7" винил сингл
| №  | Название                      | Длительность |
| -- | ----------------------------- | ------------ |
| 1. | «Not Falling» (album version) | 4:04         |

| №  | Название                   | Длительность |
| -- | -------------------------- | ------------ |
| 1. | «Not Falling» (radio edit) | 3:56         |

Видео сингл
| №  | Название                    | Длительность |
| -- | --------------------------- | ------------ |
| 1. | «Not Falling» (music video) | 3:42         |
| 2. | «The Making of Not Falling» | 12:27        |

## В популярной культуре
- Песня использовалась как саундтрек к фильму Корабль Призрак[3]

## Чарты
| Чарты (2003)                        | Позиция |
| ----------------------------------- | ------- |
| США (Billboard Alternative Airplay) | 28      |
| США (Billboard Mainstream Rock)     | 11      |